# GP Rouwmoer
Le Grand Prix Rouwmoer est un cyclo-cross qui a lieu à Essen et qui fait partie de la compétition annuelle de cyclo-cross Exact Cross. Auparavant, il appartenait au Trophée Gazet van Antwerpen, compétition devenue Trophée Banque Bpost à partir de 2012-2013, puis Trophée des AP Assurances en 2016-20120, puis X²O Badkamers Trofee depuis. 
Le Grand Prix intègre la compétition Brico cross au début de la saison 2018 20219, compétition devenue Ethias Cross en 2019-2020 pour trois saisons, puis Exact Cross à partir de la saison 2022 -2023. La première édition a eu lieu en 1965. Le nom officiel de la course est  Noordvlees Van Gool Cyclocross Essen ou Cyclo-cross d'Essen. Ce cyclo-cross a longtemps été parrainé par Rouwmoer, et de ce fait, la course est encore appelée populairement Grand Prix Rouwmoer.

## Palmarès

### Hommes élites
| Année | Vainqueur            | Deuxième                | Troisième              |
| ----- | -------------------- | ----------------------- | ---------------------- |
| 1965  | Guy Goossens         |                         |                        |
| 1966  | Cock van der Hulst   |                         |                        |
| 1967  | Flory Ongenae        |                         |                        |
| 1968  | Auguste Badts        | Lode Van Den Bosch      | Flory Ongenae          |
| 1969  | Freddy Nijs          | Auguste Badts           | Lode Van Den Bosch     |
| 1970  | Freddy Nijs          |                         |                        |
| 1971  | Flory Ongenae        | Jozef Thielemans        | Leo Arnouts            |
| 1972  | Auguste Badts        | Leo Arnouts             | Albert Van Damme       |
| 1973  | Leo Arnouts          | Jozef Thielemans        | Ron vander Burght      |
| 1974  | Jan Teugels          | Jos Pauwels             | Auguste Badts          |
| 1975  | Hendrik Arnouts      | Florimond Van Hooydonck | Jos Pauwels            |
| 1976  | Gert Wildeboer       | Jan Spetgens            | André Geirland         |
| 1977  | Klaus-Peter Thaler   |                         |                        |
| 1978  | Alfons Van Parijs    |                         |                        |
| 1979  | Hennie Stamsnijder   |                         |                        |
| 1981  | Johan Ghyllebert     |                         |                        |
| 1982  | Henk Baars           |                         |                        |
| 1983  | Ludo De Rey          | Paul Herijgers          | Luc Naudts             |
| 1984  | Jan Teugels          | Ludo De Rey             | Michiel Groenendaal    |
| 1985  | Noël Danneels        |                         |                        |
| 1986  | Walter Marijnissen   |                         |                        |
| 1987  | Walter Marijnissen   |                         |                        |
| 1988  | Dirk Pauwels         |                         |                        |
| 1989  | Guy Van Dijck        | Kurt De Roose           | Huub Kools             |
| 1990  | Roland Liboton       |                         |                        |
| 1991  | Danny De Bie         | Pascal Van Riet         | Dirk Pauwels           |
| 1992  | Danny De Bie         |                         |                        |
| 1993  | Danny De Bie         |                         |                        |
| 1994  | Paul Herijgers       | Peter Willemsens        | Hans Wuyts             |
| 1995  | Paul Herijgers       | Peter Willemsens        | Kris Wouters           |
| 1996  | Adrie van der Poel   | Paul Herijgers          | Alex Moonen            |
| 1997  | Richard Groenendaal  | Wim de Vos              | David Willemsens       |
| 1998  | Sven Nys             | Mario De Clercq         | Richard Groenendaal    |
| 1999  | Bart Wellens         | Adrie van der Poel      | David Willemsens       |
| 2000  | Peter Van Santvliet  | Richard Groenendaal     | Erwin Vervecken        |
| 2001  | Mario De Clercq      | Tom Vannoppen           | Erwin Vervecken        |
| 2002  | Sven Nys             | Bart Wellens            | Mario De Clercq        |
| 2003  | Bart Wellens         | Sven Nys                | Peter Van Santvliet    |
| 2004  | Bart Wellens         | Ben Berden              | Richard Groenendaal    |
| 2005  | Bart Wellens         | Richard Groenendaal     | Sven Nys               |
| 2006  | Sven Nys             | Bart Wellens            | Gerben de Knegt        |
| 2007  | Sven Nys             | Lars Boom               | Zdeněk Štybar          |
| 2008  | Sven Nys             | Zdeněk Štybar           | Thijs Al               |
| 2009  | Niels Albert         | Sven Nys                | Zdeněk Štybar          |
| 2010  | Sven Nys             | Klaas Vantornout        | Kevin Pauwels          |
| 2011  | Bart Wellens         | Niels Albert            | Rob Peeters            |
| 2012  | Jan Denuwelaere      | Rob Peeters             | Niels Albert           |
| 2013  | Kevin Pauwels        | Sven Nys                | Niels Albert           |
| 2014  | Wout van Aert        | Tom Meeusen             | Rob Peeters            |
| 2015  | Wout van Aert        | Sven Nys                | Michael Vanthourenhout |
| 2016  | Wout van Aert        | Kevin Pauwels           | Tom Meeusen            |
| 2017  | Mathieu van der Poel | Laurens Sweeck          | Toon Aerts             |
| 2018  | Laurens Sweeck       | Gianni Vermeersch       | David van der Poel     |
| 2019  | Quinten Hermans      | Laurens Sweeck          | Tom Pidcock            |
| 2020  | Mathieu van der Poel | Quinten Hermans         | Tom Pidcock            |
| 2021  | Wout van Aert        | Thijs Aerts             | Pim Ronhaar            |
| 2022  | Gerben Kuypers       | Jens Adams              | Emiel Verstrynge       |
| 2023  | Wout van Aert        | Jens Adams              | Thijs Aerts            |
| 2024  | Laurens Sweeck       | Niels Vandeputte        | Jens Adams             |

### Femmes élites
| Année | Vainqueur                | Deuxième          | Troisième            |
| ----- | ------------------------ | ----------------- | -------------------- |
| 2011  | Marianne Vos             | Sophie de Boer    | Nikki Harris         |
| 2012  | Sanne Cant               | Helen Wyman       | Nikki Harris         |
| 2013  | Sanne Cant               | Helen Wyman       | Nikki Harris         |
| 2014  | Sophie de Boer           | Sanne Cant        | Ellen Van Loy        |
| 2015  | Sanne Cant               | Thalita de Jong   | Jolien Verschueren   |
| 2016  | Sanne Cant               | Sophie de Boer    | Thalita de Jong      |
| 2017  | Sanne Cant               | Nikki Brammeier   | Katherine Compton    |
| 2018  | Maud Kaptheijns          | Lucinda Brand     | Eva Lechner          |
| 2019  | Marianne Vos             | Blanka Vas        | Anna Kay             |
| 2020  | Marianne Vos             | Perrine Clauzel   | Inge van der Heijden |
| 2021  | Zoe Bäckstedt            | Laura Verdonschot | Anna Kay             |
| 2022  | Aniek van Alphen         | Alicia Franck     | Yara Kastelijn       |
| 2023  | Marion Norbert-Riberolle | Aniek van Alphen  | Laura Verdonschot    |
| 2024  | Marion Norbert-Riberolle | Sara Casasola     | Laura Verdonschot    |

### Hommes espoirs
| Année | Vainqueur             | Deuxième               | Troisième               |
| ----- | --------------------- | ---------------------- | ----------------------- |
| 2006  | Dieter Vanthourenhout | Kenny Geluykens        | Rob Peeters             |
| 2007  | Jempy Drucker         | Tom Meeusen            | Philipp Walsleben       |
| 2008  | Philipp Walsleben     | Jim Aernouts           | Kenneth Van Compernolle |
| 2009  | Tom Meeusen           | Jim Aernouts           | Kacper Szczepaniak      |
| 2010  | Lars van der Haar     | Wietse Bosmans         | Tijmen Eising           |
| 2011  | Tijmen Eising         | Wietse Bosmans         | Lars van der Haar       |
| 2012  | Corné van Kessel      | Wietse Bosmans         | Gianni Vermeersch       |
| 2013  | Wout van Aert         | Laurens Sweeck         | Mathieu van der Poel    |
| 2014  | Laurens Sweeck        | Michael Vanthourenhout | Quinten Hermans         |
| 2015  | Quinten Hermans       | Nicolas Cleppe         | Yorben Van Tichelt      |
| 2016  | Eli Iserbyt           | Quinten Hermans        | Adam Ťoupalík           |
| 2017  | Eli Iserbyt           | Thijs Aerts            | Yannick Peeters         |

### Hommes juniors
| Année | Vainqueur             | Deuxième              | Troisième              |
| ----- | --------------------- | --------------------- | ---------------------- |
| 2005  | Tom Meeusen           | Boy van Poppel        | Jim Aernouts           |
| 2006  | Jim Aernouts          | Tim Debuschere        | Sam Webster            |
| 2007  | Jasper Ockeloen       | Wietse Bosmans        | Max Walsleben          |
| 2010  | Douwe Verberne        | Stan Godrie           | Michael Vanthourenhout |
| 2011  | Mathieu van der Poel  | Stan Wijkel           | Tim Ariesen            |
| 2012  | Mathieu van der Poel  | Martijn Budding       | Yannick Peeters        |
| 2013  | Pieter Van Roosbroeck | Sybren Jacobs         | Ludwig Cords           |
| 2014  | Roel van der Stegen   | Seppe Rombouts        | Lander Loockx          |
| 2015  | Thijs Wolsink         | Jari De Clercq        | Toon Vandebosch        |
| 2016  | Jelle Camps           | Niels Vandeputte      | Ryan Kamp              |
| 2017  | Jarno Bellens         | Pim Ronhaar           | Ryan Kamp              |
| 2018  | Ryan Cortjens         | Lewis Askey           | Tom Lindner            |
| 2019  | Jetze Van Campenhout  | William Junior Lecerf | Mathis Avondts         |
| 2020  | non-organisé          | non-organisé          | non-organisé           |
| 2021  | David Haverdings      | Aaron Dockx           | Yordi Corsus           |
| 2022  | Yordi Corsus          | Senna Remijn          | Seppe van den Boer     |
| 2023  | Michiel Mouris        | Jasper Schoofs        | Ieben Jacobs           |
| 2024  | Kryštof Bažant        | Lars Daelmans         | Mats Vanden Eynde      |